# Marc Eichmann
Marc Eichmann (* 18. Juni 1980 in Zürich) ist ein ehemaliger Schweizer Eishockeytorhüter, der den Grossteil seiner Karriere beim SC Langenthal in der Schweizer National League B verbracht hat.

## Karriere
Marc Eichmann begann seine Karriere als Torhüter beim EHC Dübendorf. Von dort wechselte er nach Zürich. Bei den GCK Lions spielte er in der Saison 2000/01 in der Nationalliga B acht Partien. In der Saison 2001/02 absolvierte er ein Spiel für die ZSC Lions und 13 Spiele für die U20-Mannschaft des Vereins. Anschliessend wechselte er für drei Spielzeiten zum SC Bern, mit dem er 2004 erstmals Schweizer Meister wurde.
Im Sommer 2005 wurde er vom HC Lugano verpflichtet. Dort konnte er sich aber nicht durchsetzen und wechselte zum EHC Chur, wo er 19 Spiele bestritt. Ab der Saison 2006/07 stand Eichmann beim SC Langenthal unter Vertrag. In der Saison 2011/12 wurde er als bester Torhüter der Nationalliga B ausgezeichnet. Gleichzeitig wurde er in dem Jahr auch Meister der National League B.
Nach der Saison 2015/16 trat Eichmann zurück. Zu diesem Zeitpunkt war er der Spieler mit den meisten Spielen (450) in der Clubgeschichte des SCL. Er blieb in der SCL AG, wo er Finanzchef wurde. Zudem ist er Goalie-Trainer und operativer Leiter der SCL AG. Ab Mai 2020 bis April 2022 war Eichmann Sportchef der SCL Tigers, wurde jedoch in der Folge durch Pascal Müller ersetzt.

## Erfolge und Auszeichnungen
- 2004 Schweizer Meister mit dem SC Bern
- 2012 NLB-Meister mit dem SC Langenthal
- 2013 Torhüter des Jahres der National League B